# НК-15
НК-15 (11Д51) — жидкостный ракетный двигатель, разработан в 1962-67 годах для первой ступени ракеты-носителя Н1 (30 двигателей) с использованием опыта по ЖРД 8Д717 (связка из четырёх НК-9) и 8Д517 (одиночный НК-9). Дата первого испытания — декабрь 1963 года. Государственные испытания завершены в октябре 1967 года. Первый запуск в составе РН Н1 выполнен в 1969 году, последний — в 1972 году. Компоненты топлива — жидкий кислород и керосин.

## Варианты НК-15
НК-15В (11Д52)— разработанный СНТК им. Н. Д. Кузнецова высотный вариант НК-15 с большой степенью расширения сопла, создан в то же время для второй ступени РН Н1 (8 двигателей).
- Тяга в вакууме: 179,2 тс
- Удельный импульс в вакууме: 346 с
- Масса сухая: 1396 кг
- Диаметр двигателя: 2522 мм
- Высота двигателя: 4981 мм

НК-15Ф — форсированная модификация с тягой 185…190 тс (1815—1864 кН).